# Norman Brown
Norman Brown (* 18. prosince 1963, Kansas City, Missouri) je americký jazzový kytarista a zpěvák.

## Životopis
Své debutové album "Just Between Us" vydal v roce 1992 a to pod jazzovým labelem Motown Records. Spolupracovníci do něj vložily sbory skupiny Boyz II Men a hlas zpěváka Stevieho Wondera. Část Alba produkoval Norman Connors, jazzový bubeník a producent, který Browna objevil. V roce 1994 vydal album "After The Storm", které získalo velmi dobré hodnocení hudebních kritiků. Další album na sebe nenechalo dlouho čekat a roku 1996 spatřilo světlo světa album s názvem "Better Days Ahead". V dalších letech se o jeho hudební úsilí starala společnost Warner Bros Records, avšak v roce 2000 byl slavnostně uvolněn a následně se jej ujal producent Paul Brown.
V roce 2002 založil společně se saxofonistou Kirkem Whalumem a trumpetistou Rickem Braunem kapelu BWB.
2003 získal se svým producentem Paul Brownem cenu Grammy Award v kategorii "Nejlepší instrumentální popové album roku 2002" (album "Just Chillin'"). Rok poté vydal další desku, tentokrát pod názvem "West Coast Coolin'". Během léta 2007 následovalo další ocenění písně "Let's Take A Ride" v podobě označení za hit č. 1. V červnu 2010, Brown vydal nové album, "Sending My Love".

## Vybavení

### kytary
- Ibanez GB10 - (George Benson model)
- D’Angelico NYL-2
- Fender Thinline Telecaster
- Gibson L-5

### Aparatura
- kombo Polytone Mini-Brute
- kombo Fender Blues DeVille Tweed
- kombo Fender Twin '65 reissue
- procesor PODxt - (Blackface Amp, Low gain)
- procesor Line 6 POD Pro
- efektový pedál Crybaby wah-wah

## Diskografie

### Norman Brown
- Just Between Us (1992) Motown Records
- After The Storm (1994) Motown Records
- Better Days Ahead (1996) Motown Records
- Celebration (1999) Warner Bros
- Just Chillin' (2002) Warner Bros
- West Coast Coolin' (2004) Warner Bros
- Stay With Me' (2007) Peak
- Sending My Love' (2010) Heads Up

### BWB
(Brown-Whalum-Braun)
- Groovin' (2002) Warner Bros